# Techneti heptoxide
Techneti heptoxide (hay Techneti(VII) oxide, Ditechneti heptoxide) là hợp chất hóa học có công thức {\displaystyle {\ce {Tc2O7}}}. Đây là chất rắn có màu vàng, dễ bay hơi và có tính phóng xạ. Đây một ví dụ hiếm hoi về oxide kim loại nhị phân phân tử, các ví dụ khác là RuO4, OsO4 và Mn2O7 không ổn định. Nó áp dụng cấu trúc tứ diện chia sẻ góc đối xứng tâm, trong đó liên kết Tc-O đầu cuối và cầu nối tương ứng là 167 pm và 184 pm và góc Tc-O-Tc là 180 °.
Techneti heptoxide được điều chế bằng cách cho techneti phản ứng với oxy ở 450-500 °C:
{\displaystyle {\mathsf {4Tc+7O_{2}\ \xrightarrow {450-500^{o}} \ 2Tc_{2}O_{7}}}}
Techneti heptoxide là anhydride của acid pertecnic và tiền chất của natri pertechnetat:
{\displaystyle {\mathsf {Tc_{2}O_{7}+2H_{2}O\ \xrightarrow {\ } 2HTcO_{4}}}}
{\displaystyle {\mathsf {Tc_{2}O_{7}+2NaOH\ \xrightarrow {\ } 2NaTcO_{4}+H_{2}O}}}